# (33607) Archanamurali
1999 JF57 (asteroide 33607) é um asteroide da cintura principal. Possui uma excentricidade de 0.11713430 e uma inclinação de 8.47589º.
Este asteroide foi descoberto no dia 10 de maio de 1999 por LINEAR em Socorro.